# Daeshon Francis
Daeshon Oshae Francis (Indianapolis, 26 gennaio 1996) è un cestista statunitense.
Guardia tiratrice di 193 cm, ha giocato nelle massime serie finlandese, ucraina e nella Lega Lettone-Estone.